# Bradley Langenhoven
Pas d'image ? Cliquez ici

a Compétitions nationales et continentales officielles uniquement.

b Matchs officiels uniquement.
Dernière mise à jour le 10 avril 2023.
Bradley Langenhoven, né le 3 décembre 1983 à Walvis Bay en Afrique du Sud, est un joueur de rugby à XV namibien. Il joue avec l'équipe de Namibie entre 2007 et 2010, évoluant au poste d'ailier ou de centre. Il mesure 1,91 m et pèse 89 kg. Il fait partie de la sélection de Namibie sélectionnée pour la Coupe du monde 2007 en France. Pour le match contre la France, il marque l'essai de son équipe.

## Équipe de Namibie
- 11 sélections avec l'équipe de Namibie
- 10 points (2 essais)
- 1er test match le 15 août 2007 contre l'Afrique du Sud
- Sélections par année : 5 en 2007, 2 en 2008, 3 en 2009, 1 en 2010
- Coupe du monde : 
  - 2007 (4 matchs, 3 comme titulaire (Irlande, France, Argentine, Géorgie) 1 essai, 5 points)